# Collège Rousseau
Le collège Rousseau, fondé en 1969, est un établissement scolaire de Suisse, école post-obligatoire (école de maturité) faisant partie du degré secondaire II. Il a été nommé en hommage à Jean-Jacques Rousseau,

## Historique
Depuis la fondation du Collège Calvin, anciennement Collège de Genève, par Jean-Calvin lui-même en 1559, aucun autre établissement d'enseignement secondaire supérieur n'avait été ouvert à Genève. Avec le développement démographique, une réforme de l'enseignement gymnasial conduit à la création de nouveaux établissements. Le collège Rousseau, est le premier de ces nouveaux établissements. Les travaux de constructions sont réalisés entre mai 1967 et septembre 1969 et l'inauguration a lieu le 27 octobre 1969. Le bâtiment est conçu par l'architecte Alain Ritter.
La mixité a été introduite en 1969 et les élèves répartis entre le Collège Calvin (anciennement garçons, avec quelques filles en Classique), le Collège Voltaire (anciennement réservé aux filles) et le collège Rousseau selon leur domicile (1969). 

## Description
Le collège Rousseau se situe dans le quartier du Bouchet dans le canton de Genève.
Il a élaboré et mis en place un programme original de maturité sans section, avec l'accord et avec le suivi de le commission fédérale de maturité. Un système analogue a ensuite été généralisé à d'autres établissements.
Le 29 mai 2019, le collège comprend environ 800 élèves, 100 professeurs et une quinzaine de personnes travaillant à l'administration de l'établissement.

## Innovations
Dès sa fondation, le collège Rousseau innove. En 1969, il est le premier collège mixte à Genève. Auparavant, les garçons allaient au collège Calvin et la plupart des filles à l'Ecole supérieure des jeunes filles (actuellement collège Voltaire).
Dans les années 1970 à 90, une préparation en dialogue avec les autorités fédérales a abouti à la mise en place d'un système de sections qui permet aux élèves d'acquérir des connaissances dans différents domaines et d'associer, par exemple, les sciences dures aux langues ou aux arts.
En 2018, le Conseil d’État annonce une rénovation avec extension pour 2022. Si l'aspect extérieur sera peu modifié, au moyen d'une duplication d'étage existant, on peut noter en particulier un plafond en bois ajouré laissant passer la lumière du jour.

## Anciens professeurs
- Fabienne Fischer[9]
- Jean Romain

## Anciens élèves
- Andrej Babiš [10]
- Antonio Hodgers
- Philippe Senderos